# غوركوفسكيي (فولغوغراد)
غوركوفسكيي (بالروسية: Горьковский) هي مدينة في مقاطعة فولغوغراد أوبلاست في روسيا.
يبلغ عدد سكانها حوالي 16126 نسمة.